# Sint-Lambertuskerk (Hechtel)

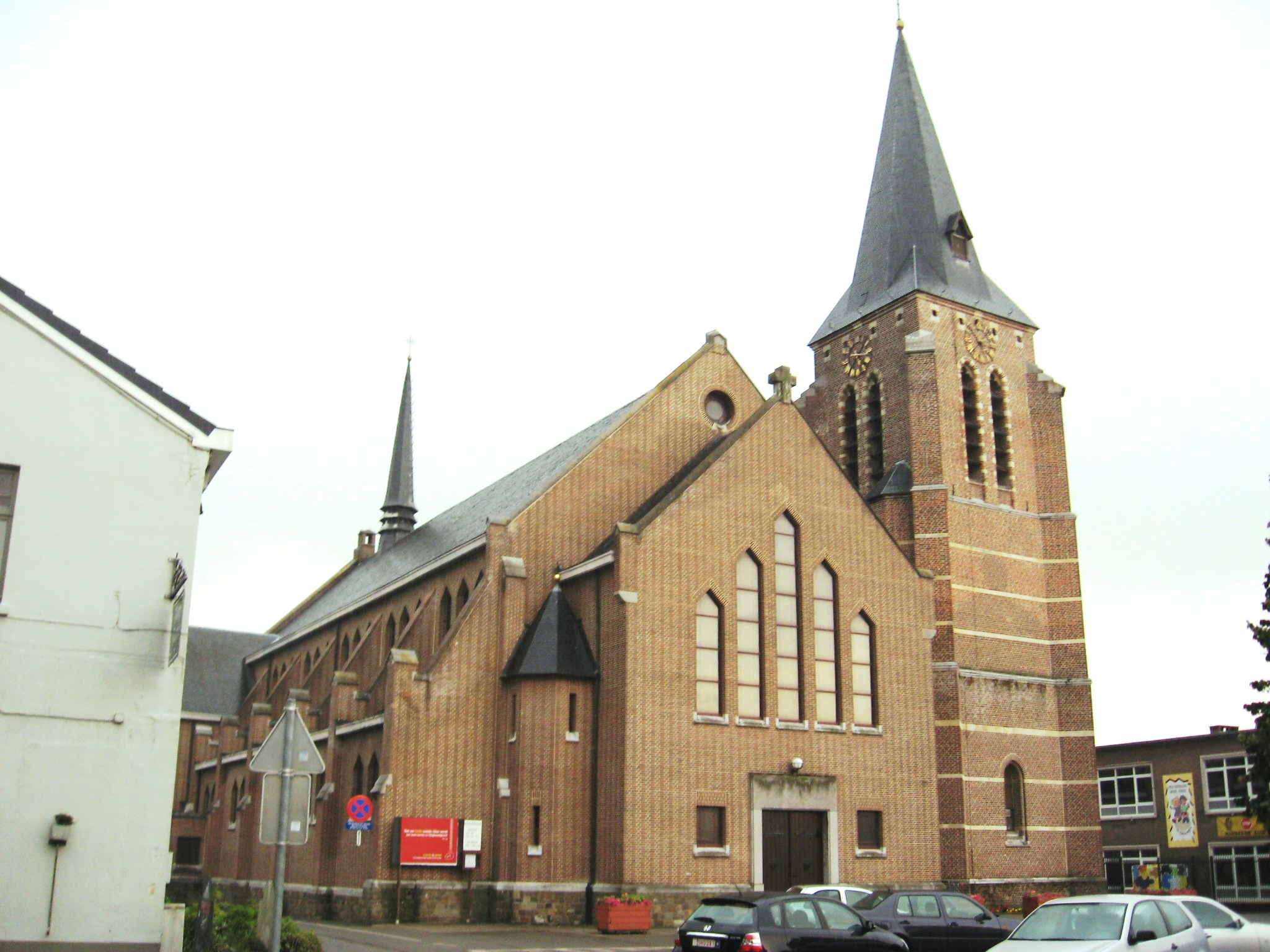
Sint-Lambertuskerk

De Sint-Lambertuskerk is de parochiekerk van Hechtel in de Belgische provincie Limburg. De kerk is gelegen aan de Twaalf-septemberstraat.

## Geschiedenis
Vermoedelijk stond hier eerst een houten kerkje, dat vermoedelijk ergens tussen de 11e en de 13e eeuw werd vervangen door een romaanse kerk die uit veldstenen was opgetrokken. Reeds vóór 1476 was er sprake van vergroting van de kerk in gotische stijl, en in dat jaar werd toestemming verkregen voor de bouw van de toren. Deze werd eind 15e eeuw gebouwd. In 1837 werd de oude kerk afgebroken en een nieuwe, driebeukige, kerk opgetrokken. De gotische toren werd in 1908 nog gerestaureerd.
Omstreeks 1930 bleek de kerk opnieuw te klein, en ze was bovendien in vervallen toestand geraakt. In 1937 werd de om de kerk gelegen begraafplaats verplaatst, waarna men op dit terrein, naast de oude toren, met de bouw van een nieuw kerkgebouw begon. Dit werd ingewijd in 1939. Architect was J. Vandendael. Het gebouw, en ook het interieur, werd tijdens de strijd om Hechtel in september 1944 zwaar beschadigd. In 1949 werd de kerk hersteld.
De vierkante laatgotische toren uit omstreeks 1500 is uitgevoerd in baksteen, met zandstenen muurbanden en andere elementen. Ze heeft drie geledingen en een ingesnoerde naaldspits. De klokken zijn uit 1493, 1760 en 1806.

## Heden
De kerk is in modern gotische stijl gebouwd. Het meubilair bestaat voor een deel uit neogotische voorwerpen die van de 19e-eeuwse kerk afkomstig zijn. Ook zijn er modernere zaken, zoals een Verschueren-orgel uit 1955. Dan zijn er oudere voorwerpen, zoals de beelden van Christus Verlosser en de Apostelen, uit omstreeks 1520, een Onze-Lieve-Vrouw en een Sint-Jan-Evangelist uit omstreeks 1530, een houten Christus op een beschilderd kruis, vermoedelijk uit de 16e eeuw, en een gepolychromeerde houten piëta uit de 17e eeuw.
Hiernaast zijn er twee classicistische eiken biechtstoelen uit de 18e eeuw, en twee credenstafels in Lodewijk XVI-stijl, eveneens eind 18e eeuw.

## Externe bron
- Onroerend erfgoed